# Čechradlo
Čechradlo (angl.: opener, něm.: Öffner) je strojní zařízení k rozvolňování a čištění textilního vlákenného materiálu.

## Funkce a použití čechradla
Čechradlo sestává z
přívodu materiálu – vzduchovým potrubím nebo párem podávacích válců
válců s lištami (noži), hroty nebo zoubky
roštu s nastavitelnou vzdáleností a směrem lišt
Smýkáním chomáčů vláken po roštnicích nebo po hrotech sousedního válce se při zpracování bavlny uvolňuje zhruba třetina (z celkových cca 4-8 % podílu na surovině) nežádoucích příměsi a shromažďuje pod strojem. 
Čechradla na vlnu a umělá vlákna rozvolňují mezi hroty nebo zoubky dvou nebo více válců kompaktní vlákennou vrstvu na chomáčky a odstraňují jen malé množství příměsí.

## Druhy čechradel

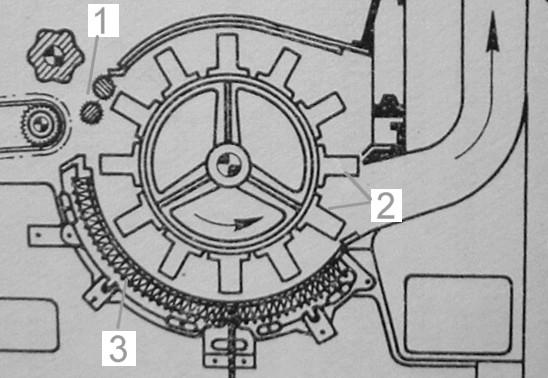
Schémat. nákres velkého vodorovného čechradla

### Zpracování bavlny
- Na nákresu vpravo jsou znázorněny části velkého vodorovného čechradla: Mezi podávacími válci (1) je pevně stisknuto vlákenné rouno, ze kterého ploché nože pracovního válce (2) vytahují chomáče vláken, smýkají je po roštnicích (3), mezi kterými odletují odpady, a vlákenný materiál je odváděn k sacímu potrubí. Velká čechradla mívají průměr bubnu do 1000 mm, rošt obepíná zhruba 1/3 obvodu bubnu, malé čechradlo má buben do 600 mm rošt až 3/4 obvodu bubnu. Obvodová rychlost bubnů dosahuje rychlosti do 25 m/sek.

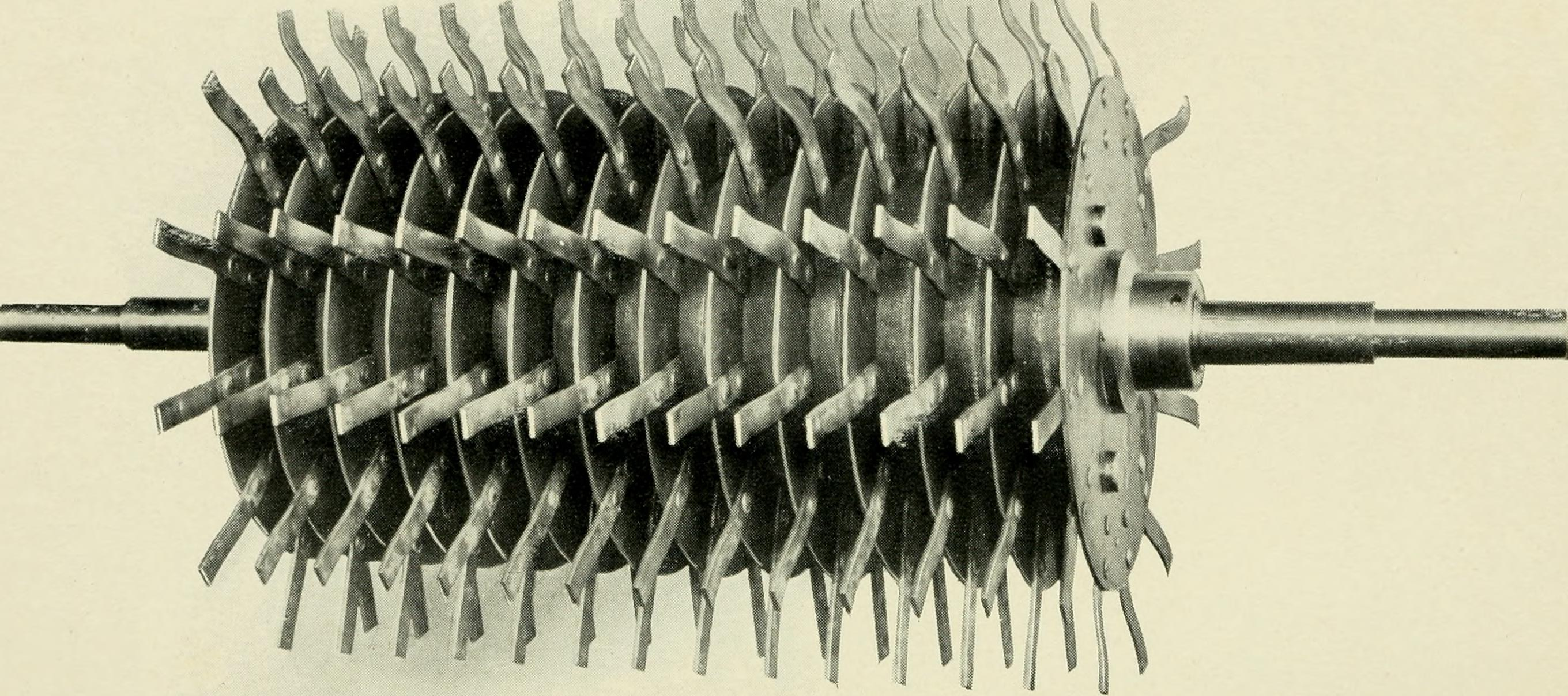
Buben vodorovného čechradla (762 mm) ze začátku 20. stoeltí

U ostatních druhů čechradel přejímají hroty pracovního válce vlákenný materiál volně nesený vzduchovým potrubím. Patří k nim zejména:
- Svislé (Crightonovo) čechradlo má buben ve tvaru kuželu s otáčkami do 950/min., hroty vytváří šroubovici, rošt obepíná celý obvod bubnu. Materiál se přivádí pneumaticky v dolní části stroje (viz snímek vpravo).

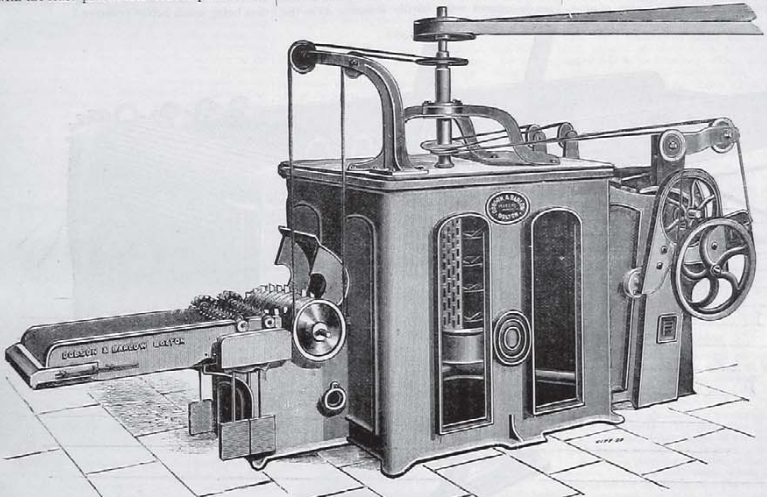
Svislé čechradlo z konce 19. století

- Stupňové čechradlo – obvykle 6 bubnů s kolíky (noži) šikmo nad sebou, rošty cca ¼ obvodu bubnu. Snadné, přesné seřízení, rychlý průchod materiálu (zdola nahoru).

- Pilkové čechradlo – 4 až 5 párů válců (rozvolňovač + snímač) s pilkovým potahem seřazených nad sebou, průchod materiálu zdola nahoru, velmi intenzivní rozvolňování.

- Někdy se ke skupině čechradel řadí také skříňové rozvolňovací stroje. Rozvolňovací stroje se zařazovaly u starších zařízení na začátek čisticího agregátu bavlnářské přádelny. Z vrstvy slisovaného materiálu vytahují hroty šikmého laťového pásu chomáče vláken, pás je přivádí k odrážecímu bubnu (viz snímek vpravo), jehož nastavením se řídí intenzita rozvolnění vlákenného materiálu.

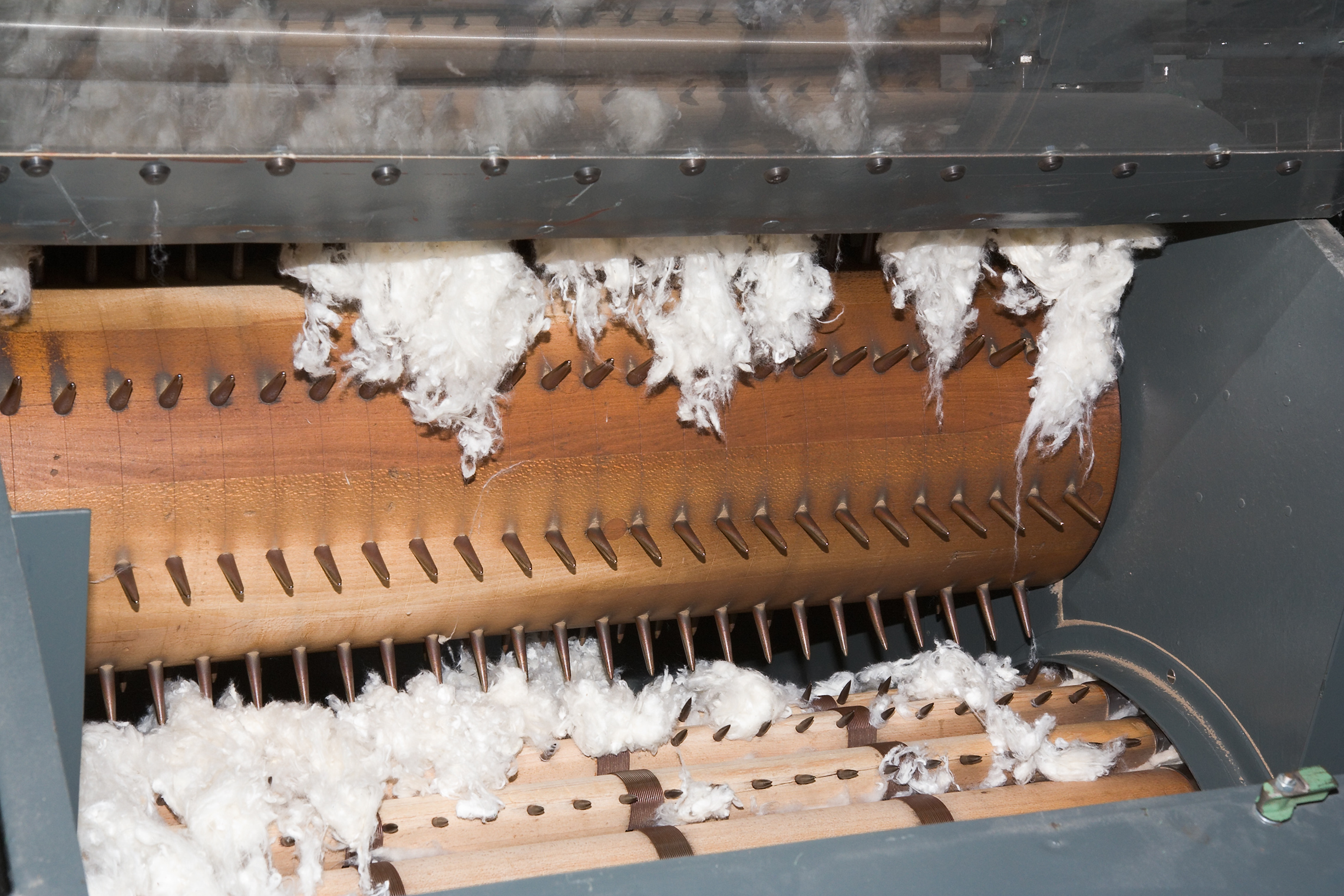
Odrážecí buben skříňového rozvolňovacího stroje

- Na moderních čechracích strojích na bavlnu se vlákenný materiál podává většinou pneumaticky, pracovní válce jsou opatřeny pilkovým potahem nebo s nastavitelnými hroty. [2]

Čechradla na bavlnu (a vigoň) se zpravidla zařazují do kontinuální čisticí linky. Asi do poslední čtvrtiny minulého století se ve standardním agregátu kombinovalo 3-5 různých druhů čechradel s jedním potěradlem (spolu s podávacím a mísicím zařízením). Čisticí soupravy z počátku 21. století pracují s maximálně dvěma čechradly při výkonu až 1400 kg/hod. 

### Zpracování umělých vláken
Pro umělá vlákna se používá jen jedna pasáž čechradel, za nejvhodnější se považují stroje s pilkovým potahem čechracích bubnů.

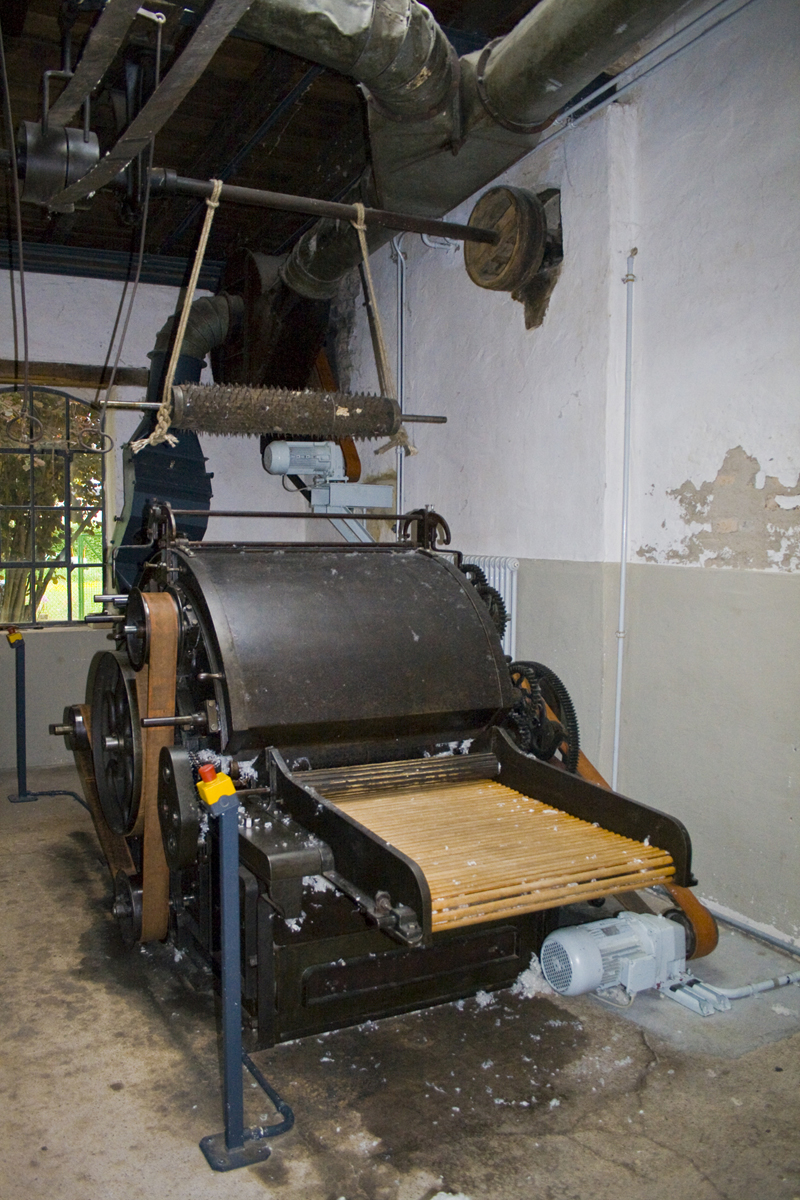
Mykací čechradlo z poloviny 20. století

### Zpracování vlny

#### Potní vlna
K rozvolňování potní vlny se používají např.
- Tříbubnové čechradlo – v prvním stupni je vlákenné rouno přiváděno podávacími válci a následuje intenzivní rozvolňování mezi bubnem a ozubenými lištami, s šetrnějším čechráním na 2. a 3. bubnu
- Short wool processor – s válcem opatřeným ohebnými cípky

#### Praná vlna
- Čechradlo na pranou vlnu (Scoured Wool Cleaner) se podobá vodorovnému bavlnářskému čechradlu, používá se na odprašování po karbonizaci

- Stupňové čechradlo – konstrukce je téměř shodná s bavlnářským čechradlem, použití: odprašování prané vlny

- Mykací čechradlo – konstrukce se podobá válcovému mykacímu stroji s pracovními orgány opatřenými zaoblenými zuby (viz dolní snímek). [4]